# Ород III
Ород III е владетел на Партия от династията на Арсакидите. Управлява около 4 – 6 г. Възкачва се след преврат срещу Фраат V (Фраатак), който е убит заедно с майка си Муса.
Според Йосиф Флавий неговото кратко управление се отличавало с крайна жестокост, което довежда до заговор сред аристократите и убийството на Ород III. Наследен е от Вонон I, брат на Фраатак.